# 殺意の道程
『殺意の道程』（さついのみちのり）は、WOWOWプライムで2020年11月10日から12月22日までの毎週火曜 0:00 - （月曜深夜）に全7回に渡って放送されたテレビドラマ。監督は住田崇、主演はバカリズムと井浦新。
再編集版『劇場版 殺意の道程』が、2021年2月5日に公開・配信（「#映画」参照）。

## 概要
主演と同時に脚本も担当するバカリズムは本作を創作した理由について、「普通のサスペンスドラマでは描かれることのない省略された部分を事細かに描いてみたら面白いのではと思った」と語る。さらに一馬役を井浦にしたことについては「まだ正式に決まる前の企画書の段階で是非井浦さんにやっていただきたいと思った。引き受けていただいてホッとしている」とし、依頼を受けた井浦は「基本的にはシリアスさが存在しながらも、どんどん転がっていく。バカリズムさんが放つ独特のテンポを一馬としてどう受けとめていくかを楽しみながら演じている」とコメントした。本作では、金属加工会社の社長であった父が自殺し、その復讐のため、殺人を犯したことのない社長の息子と従弟が悪戦苦闘しながらも「殺人計画の打ち合わせ」や「必要物資の準備」などを様々な人々の協力を取りつけながら実行していくさまを描く。

## キャスト
吾妻満
演 - バカリズム(升野英知)
窪田一馬の従弟。自殺した一馬の父である貴樹の復讐のために様々な準備を行っていく。
窪田一馬
演 - 井浦新
金属加工会社社長だった窪田貴樹の息子。司法では裁かれない室岡義之への復讐を誓う。
このは
演 - 堀田真由
キャバクラ嬢。満と一馬の復讐殺人計画に協力する。
重盛隼人
演 - 河相我聞
このはとゆずきが働くキャバクラの常連客で一馬の親友。
窪田貴樹
演 - 日野陽仁
小さな金属加工会社を経営していた社長で一馬の父。室岡の口車に乗せられて多額の負債を抱えた挙句に倒産してしまい、絶望を抱いたまま投身自殺を遂げた。
ゆずき
演 - 佐久間由衣
キャバクラ嬢。このはと共に満と一馬の復讐殺人計画に協力する。
室岡義之
演 - 鶴見辰吾
貴樹が経営していた金属加工会社が下請けをしていた取引先の社長。

## スタッフ
- 脚本 - バカリズム
- 監督 - 住田崇
- 音楽 - 大間々昂
- プロデューサー - 高江洲義貴、大内登
- 製作 - WOWOW、SWEAT

## 放送日程
| 各話   | 放送日   | サブタイトル |
| ------ | -------- | ------------ |
| 第1話  | 11月10日 | 打ち合わせ   |
| 第2話  | 11月17日 | 買い出し     |
| 第3話  | 11月24日 | 本指名       |
| 第4話  | 12月01日 | 張り込み     |
| 第5話  | 12月08日 | 占い         |
| 第6話  | 12月15日 | 最終確認     |
| 最終話 | 12月22日 | 殺意の道程   |

## 映画
連続ドラマを再編集した『劇場版 殺意の道程』（げきじょうばん さついのみちのり）が、2021年2月5日から公開。同日の午前10時から動画配信サービス「auスマートパスプレミアム」および「TELASA」で配信。

### キャスト（映画）
- 吾妻満：バカリズム
- 窪田一馬：井浦新
- このは：堀田真由
- 窪田貴樹：日野陽仁
- 室岡の愛人：飛鳥凛
- 重盛隼人：河相我聞
- ゆずき：佐久間由衣
- 室岡義之：鶴見辰吾

### スタッフ（映画）
- 脚本：バカリズム
- 監督：住田崇
- 音楽：大間々昂
- 撮影：佐藤匡
- 照明：岩木一平
- 録音：蟻川真矢
- 美術：野々垣聡
- 編集：岡崎正弥
- 装飾：森公美
- 記録：小原菁子
- タイトルバック：大橋尚広
- 助監督：北野隆
- 制作担当：岡本健志
- 衣裳：加藤優香利
- ヘアメイク：鈴木海希子
- 小道具：土橋麻衣子
- 選曲：大河原将
- 音響効果：佐々木淳一
- CG：三村堅一
- プロデューサー：高江洲義貴、大内登
- 企画協力：マセキ芸能社
- 制作プロダクション：SWEAT
- 配給：WOWOW
- 製作：『劇場版 殺意の道程』製作委員会（WOWOW、KDDI）